# Megalechis
Megalechis is een geslacht van straalvinnige vissen uit de familie van de pantsermeervallen (Callichthyidae).

## Soorten
- Megalechis picta (Müller & Troschel, 1849)
- Megalechis thoracata (Valenciennes, 1840) – Gevlekte pantsermeerval